# Каплан (Луїзіана)
Каплан (англ. Kaplan) — місто (англ. city) в США, в окрузі Вермільйон штату Луїзіана. Населення — 4352 особи (2020).

## Географія
Каплан розташований за координатами 30°0′22″ пн. ш. 92°17′2″ зх. д. / 30.00611° пн. ш. 92.28389° зх. д. (30.005975, -92.283858).  За даними Бюро перепису населення США в 2010 році місто мало площу 6,01 км², уся площа — суходіл.

## Демографія
Згідно з переписом 2010 року, у місті мешкало 4600 осіб у 1886 домогосподарствах у складі 1181 родини. Густота населення становила 766 осіб/км².  Було 2144 помешкання (357/км²).
Расовий склад населення:
| - 82,5 % — білих - 13,9 % — чорних або афроамериканців - 0,9 % — азіатів - 0,3 % — корінних американців |

До двох чи більше рас належало 1,7 %. Частка іспаномовних становила 1,9 % від усіх жителів.
За віковим діапазоном населення розподілялося таким чином: 23,8 % — особи молодші 18 років, 58,5 % — особи у віці 18—64 років, 17,7 % — особи у віці 65 років та старші. Медіана віку мешканця становила 39,7 року. На 100 осіб жіночої статі у місті припадало 88,7 чоловіків;  на 100 жінок у віці від 18 років та старших — 84,0 чоловіків також старших 18 років.
Середній дохід на одне домашнє господарство  становив 47 650 доларів США (медіана — 25 862), а середній дохід на одну сім'ю — 59 859 доларів (медіана — 35 000). Медіана доходів становила 49 201 долар для чоловіків та 32 500 доларів для жінок. За межею бідності перебувало 27,6 % осіб, у тому числі 45,4 % дітей у віці до 18 років та 16,2 % осіб у віці 65 років та старших.
Цивільне працевлаштоване населення становило 1742 особи. Основні галузі зайнятості: освіта, охорона здоров'я та соціальна допомога — 24,5 %, роздрібна торгівля — 16,5 %, науковці, спеціалісти, менеджери — 10,3 %, будівництво — 8,8 %.